# Maintenon

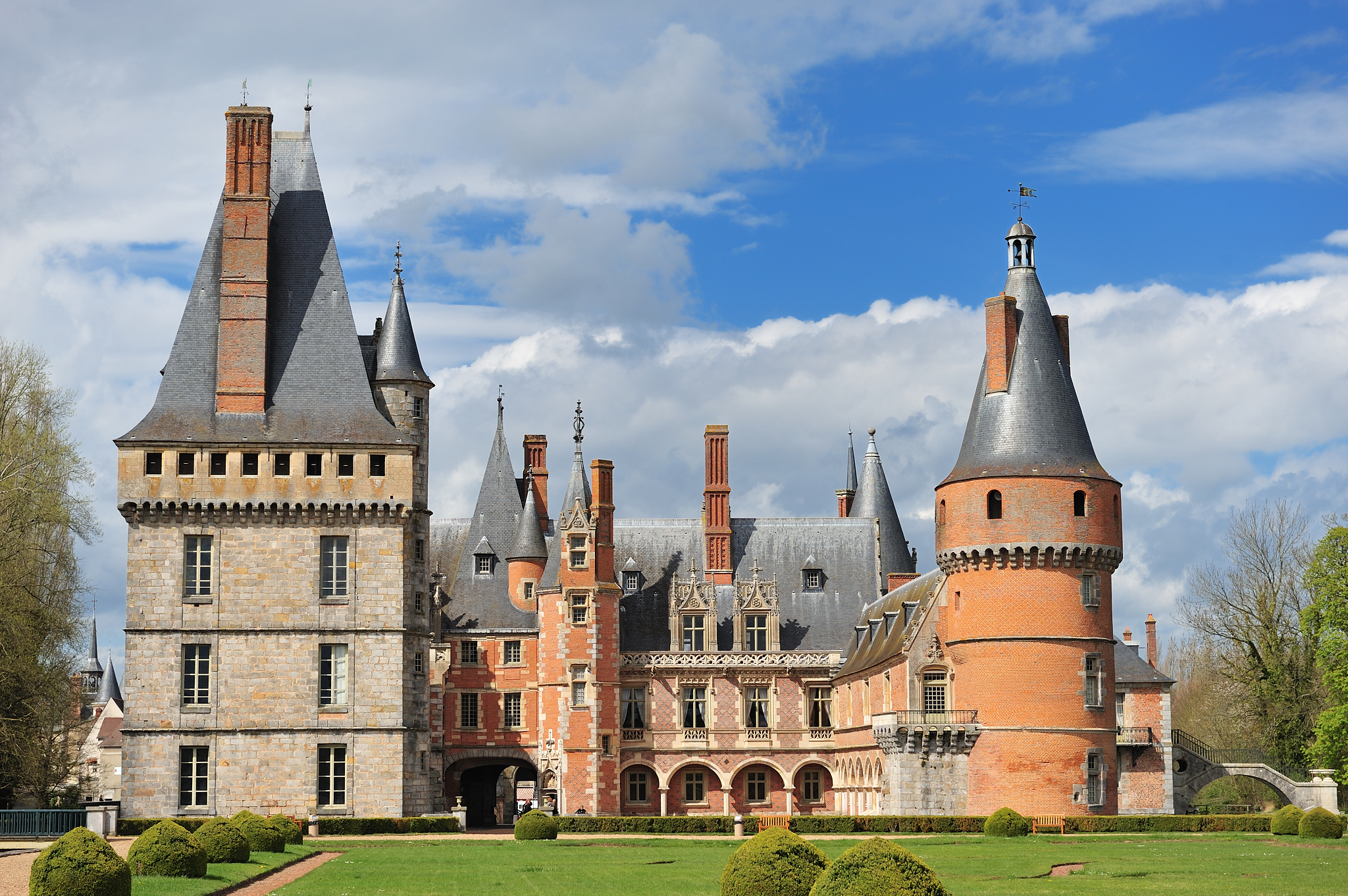
Zamek w Maintenon

Maintenon – miejscowość i gmina we Francji, w Regionie Centralnym, w departamencie Eure-et-Loir.
Według danych na rok 1990 gminę zamieszkiwało 4161 osób, a gęstość zaludnienia wynosiła 364 osoby/km² (wśród 1842 gmin Regionu Centralnego Maintenon plasuje się na 81. miejscu pod względem liczby ludności, natomiast pod względem powierzchni na miejscu 1071.).

## Zabytki
- Zamek zbudowany przez rodzinę Markizy de Maintenon, kochanki i drugiej "sekretnej" żony króla Francji Ludwika XIV.
- ruiny akweduktu zbudowanego przez Ludwika XIV w celu dostarczenia wody do Ogrodów Wersalskich.